# Gathemo
Gathemo är en kommun i departementet Manche i regionen Normandie i norra Frankrike. Kommunen ligger i kantonen Sourdeval som tillhör arrondissementet Avranches. År 2022 hade Gathemo 268 invånare.

## Befolkningsutveckling
Antalet invånare i kommunen Gathemo
| Referens: INSEE |